# (5082) Nihonsyoki
(5082) Nihonsyoki es un asteroide perteneciente al cinturón de asteroides, descubierto el 18 de febrero de 1977 por Hiroki Kosai y su compañero astrónomo Kiichirō Furukawa desde el Observatorio Kiso, Monte Ontake, Japón.

## Designación y nombre
Designado provisionalmente como 1977 DN4. Fue nombrado Nihonsyoki en honor al segundo libro más antiguo sobre la historia de Japón, llamado Nihonshoki, en el que se describen varios hechos astronómicos entre otros sucesos históricos.

## Características orbitales
Nihonsyoki está situado a una distancia media del Sol de 3,130 ua, pudiendo alejarse hasta 3,533 ua y acercarse hasta 2,728 ua. Su excentricidad es 0,128 y la inclinación orbital 2,951 grados. Emplea 2023,31 días en completar una órbita alrededor del Sol.

## Características físicas
La magnitud absoluta de Nihonsyoki es 13. Tiene 13,338 km de diámetro y su albedo se estima en 0,073.